# Château d'Heilly
Pour les articles homonymes, voir Heilly.
Le château d'Heilly était un château mi-féodal mi-classique, aujourd'hui détruit pour partie, situé sur le territoire des communes d'Heilly et de Ribemont-sur-Ancre, dans le département de la Somme, non loin d'Amiens.

## Histoire
Selon la légende, c'est au château d'Heilly que Ganelon, personnage de la Chanson de Roland, fils de Griffon, comte d'Hautefeuille, aurait trouvé refuge et aurait été jugé, condamné à mort et écartelé après l'épisode de la mort de Roland à Roncevaux, en 778 .
Le château a rythmé pendant des siècles l'histoire d'Heilly. Les seigneurs d’Heilly  ont pris part à différents épisodes de l’histoire : la Bataille de Bouvines en 1214, la Bataille d'Azincourt en 1415, ou ont vécu à la cour du roi de France, François Ier. Des membres de la famille d'Heilly furent chanoines du chapitre cathédral ou évêque d'Amiens.
La seigneurie d'Heilly passa ensuite dans les familles de Créqui, Bailleul, Belloy, Hargicourt, Pisseleu, Gouffier, Choiseul et enfin Chabrillan.
Ce fut l'une des résidences d'Anne de Pisseleu, duchesse d'Étampes, favorite de François Ier, où elle passa une grande partie de son enfance. Elle y retourna vivre lors de son exil de la cour, après la mort de François Ier, en 1547. Elle y mourut aux premiers jours de septembre 1580.
Le château a été en grande partie détruit après sa vente en 1848.

## Le château
Du château médiéval remanié à la Renaissance, il ne reste pratiquement rien. Il fut incendié à deux reprises, en 1553 et 1636 par les armées espagnoles et il fut réparé par la suite.

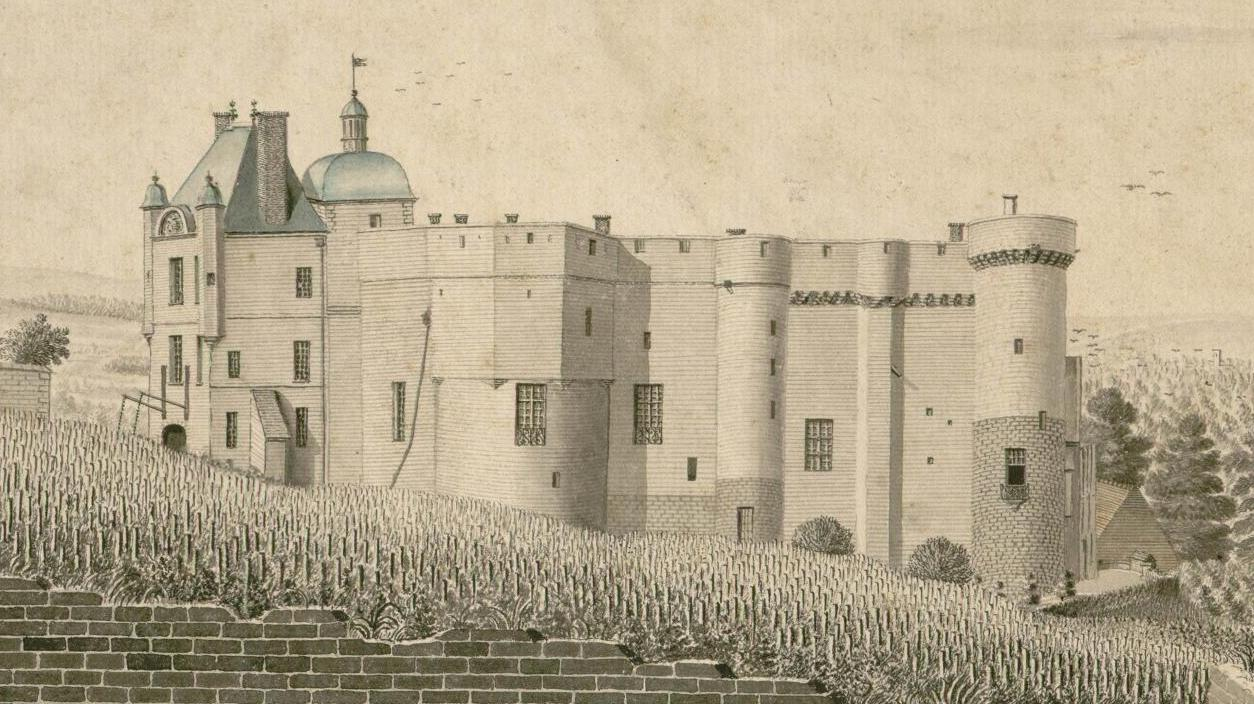
Le château d'Heilly en 1737, côté jardin, avant sa reconstruction. Dessin de Voisin, Bibliothèque municipale d'Abbeville.
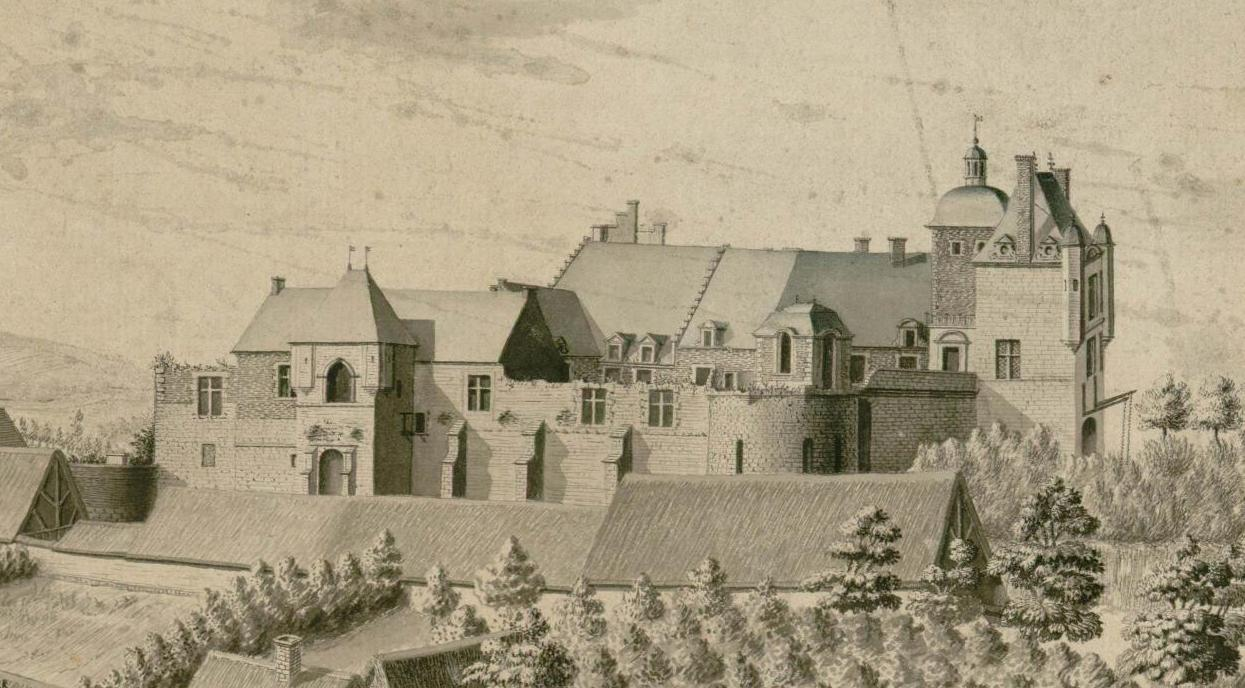
Le château d'Heilly en 1737, côté de l'entrée et du village, avant sa reconstruction. Dessin de Voisin, Bibliothèque municipale d'Abbeville.

### La reconstruction du XVIIIe siècle
Au milieu du XVIIIe siècle, le marquis Louis-Charles de Gouffier fait reconstruire le château par l’architecte Pierre Contant d'Ivry.
Pour dégager le château, on déplaça une partie du village vers l’est et on reconstruisit l’église à son emplacement actuel.
Le château fut en grande partie transformé à partir de 1737 par la volonté de Charles Antoine de Gouffier, marquis d’Heilly , suivant des plans de l’architecte Pierre Contant d’Ivry. Celui-ci imagine la construction tout en pierre, d’un corps de logis de style néo-classique sur une seule face du château, en remplacement de murailles d'aspect médiéval, la façade sur le parc conservant, pour sa part, dans ses grandes lignes, son aspect ancien, avec ses tours, ses créneaux, ses fossés .
Il insère cet édifice dans un vaste parc parsemé de magnifiques grilles en fer forgé . Ces grilles sont exécutées par le ferronnier Jean Veyren .
Contant d'Ivry prévoyait, face à la façade nouvelle du château, le creusement d’un grand canal, et sur le côté, face à l'orangerie, celui d'un petit canal. Ces aménagements ne seront pas terminés .
L'intérieur du château est, lui aussi, réaménagé avec la création d'un grand escalier tout en pierre orné de sculptures, l'ornementation des pièces avec un somptueux décor de style rocaille.
Au rez-de-chaussée, se trouvent les espaces de service : cuisine, office et salles de bains.
Au premier étage, sont les espaces de réception : grand salon, salle à manger, salon d'hiver, petite salle à manger, billard, bibliothèque, appartement du marquis, appartement de la marquise, chapelle (bénie en 1756). La chapelle est desservie par un chapelain.
Au second étage, sont les autres chambres. 

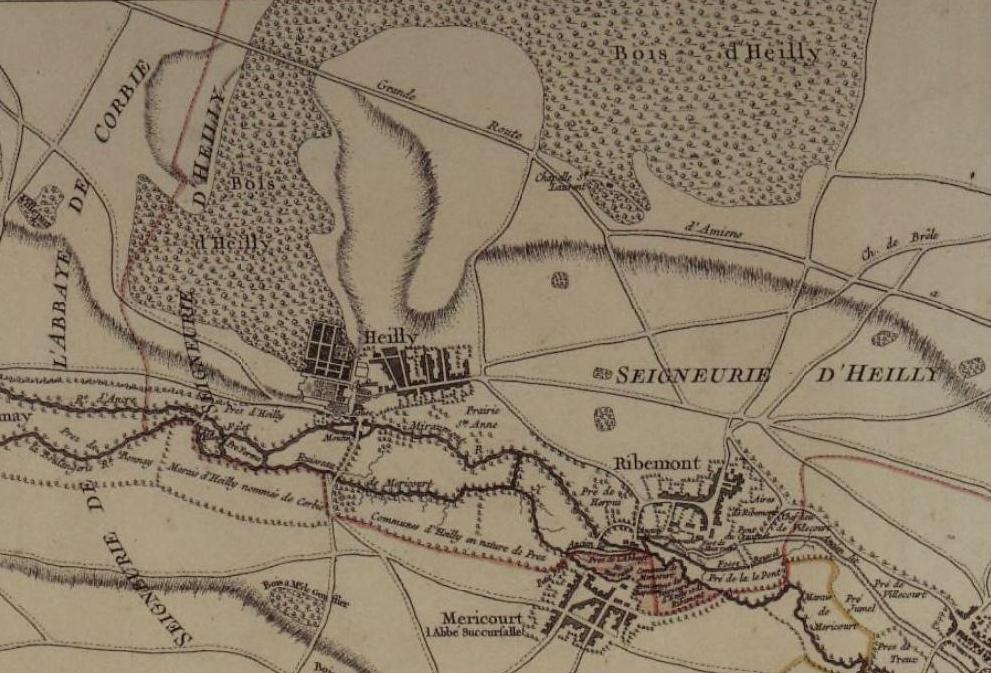
Plan du château et domaine d'Heilly vers 1750, BnF.
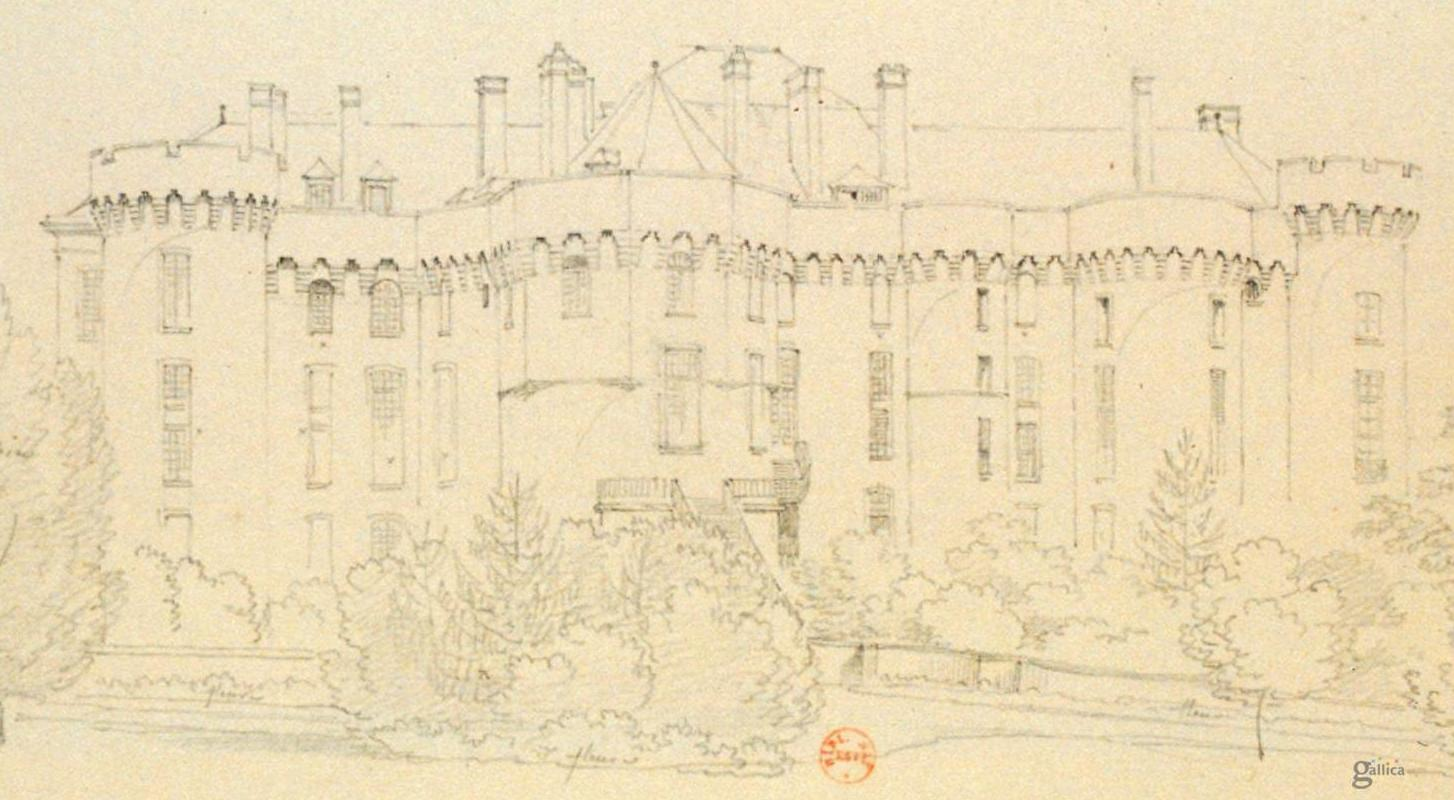
Dessin du château d'Heilly, du côté du parterre, BnF.

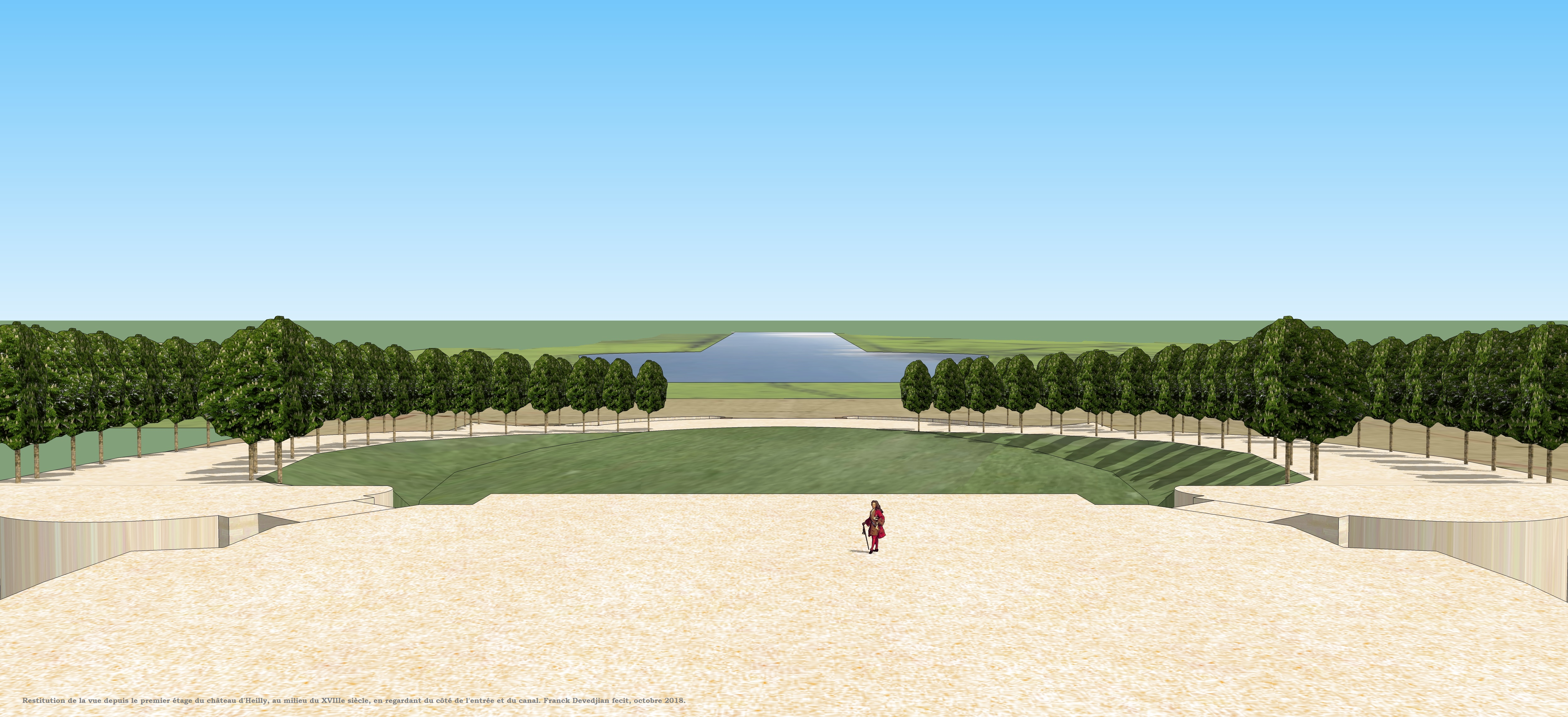
Restitution de la vue depuis le premier étage du château d'Heilly du côté de l'entrée et du canal, XVIIIe siècle.
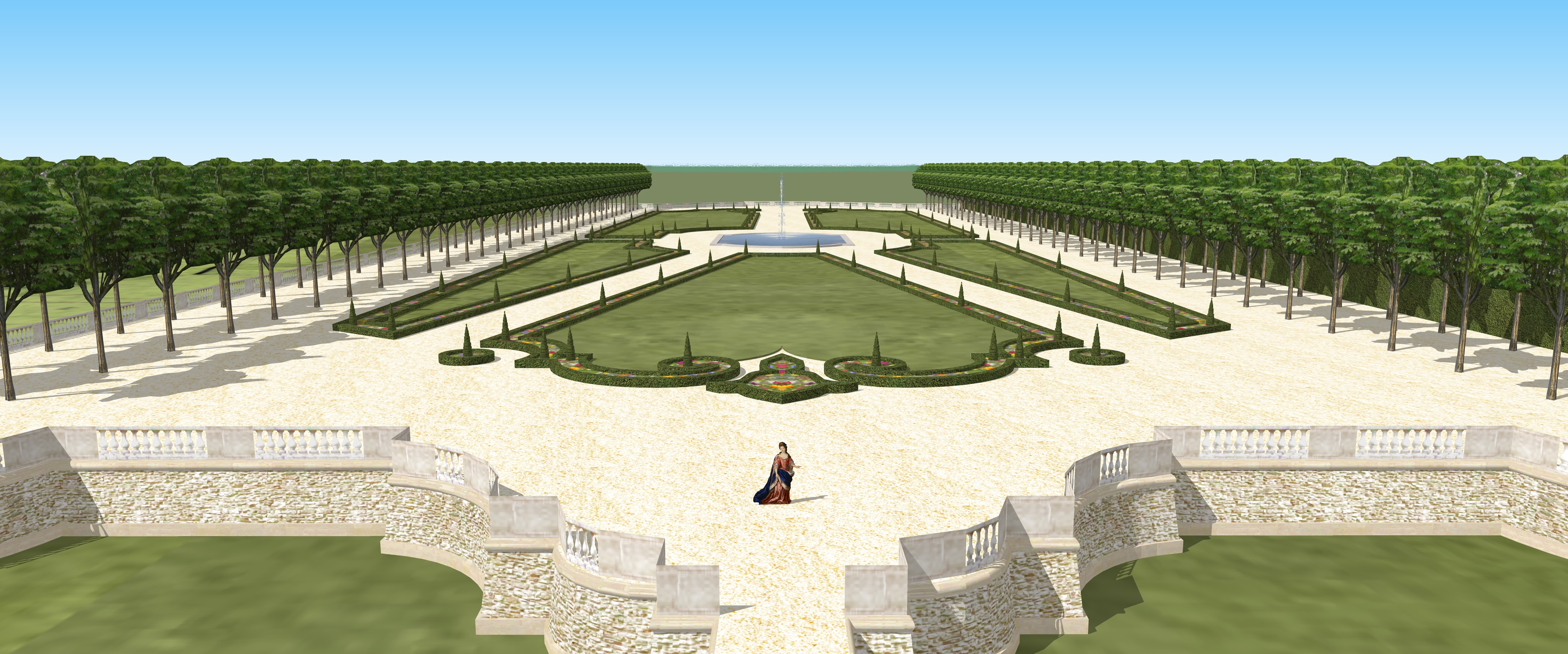
Restitution du grand parterre d'Heilly, XVIIIe siècle.
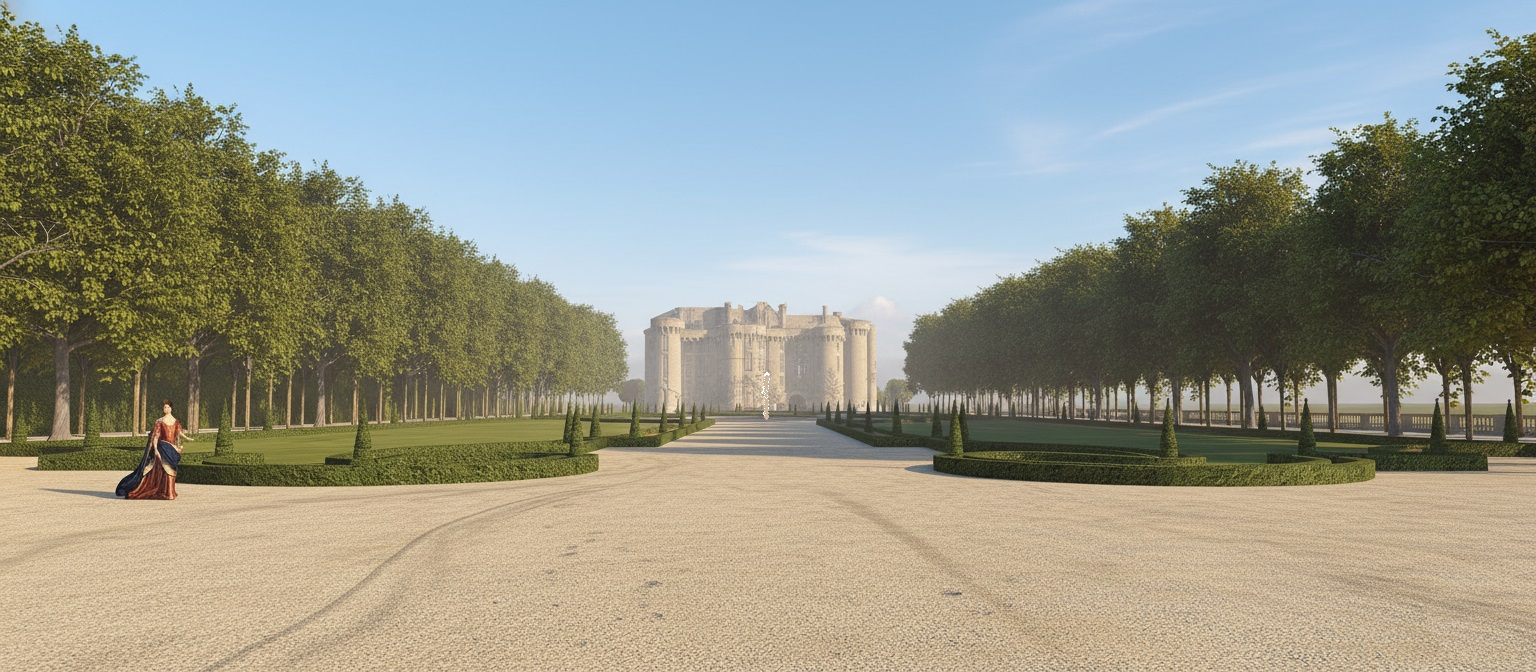
Vue sur le château d'Heilly depuis le bout du grand parterre, XVIIIe siècle

### Abandon et destruction
Au début du XIXe siècle, le château était encore entretenu, mais n'était plus habité qu'épisodiquement et partiellement. Son aspect à cette époque nous  est connu par des dessins des frères Duthoit.
En 1846, le château fut cédé , puis démoli l'année suivante, servant de carrière de pierre.
La qualité artistique des éléments décoratifs du château d'Heilly fit que certains d'entre eux furent vendus en 1846 et réemployés en d'autres lieux : 
- Une des grilles du parc, ornée d'attributs cynégétiques, prit alors place à l'entrée du château de Bertangles, où elle se trouve toujours.
- Une autre grille fut placée par la famille de Chabrillan en son château de Digoine (Saône & Loire) [10], où elle se trouve toujours.
- La grille d'entrée du jardin potager, ornée de fruits et de légumes, fut placée à l'entrée du château de Marcelcave, où elle fut détruite, avec ce château, pendant la Première Guerre mondiale. Son aspect est connu par des cartes postales anciennes [11].
- La grille « au chardon », placée au fond du parc, fut remontée à Albert (Somme), où elle disparut pendant la Première Guerre mondiale. Son aspect est connu par une photo [12].
- Les boiseries d'un des salons ont été placées dans une maison  à Amiens, les Salons Saint Denis, place Saint Denis (aujourd'hui Place René Goblet) et disparurent ensuite dans un incendie. Leur aspect est connu par des photos [13].
- Les boiseries de la salle des mariages de l'hôtel de ville d'Amiens, en bois naturel sculpté [14].
- Le groupe sculpté par Nicolas Sébastien Adam, Angélique et Médor, autrefois placé dans le parc d'Heilly, donné en 1844 à la Société des Antiquaires de Picardie par la famille de Chabrillan, aujourd'hui au Musée de Picardie, à Amiens. En 1894, une copie en marbre en fut effectuée par le sculpteur amiénois Albert Roze, copie placée aujourd'hui dans le jardin du cirque d'Amiens, sur la gauche de celui-ci.
- Deux statues représentant Apollon et Diane, par le même Nicolas Sébastien Adam, autrefois placées dans la cage d'escalier du château d'Heilly, aujourd'hui au Musée de Picardie, à Amiens.
- Fontaine en pierre, remontée par la famille Cosserat, dans la cour de son hôtel particulier à Amiens .
- Deux sphinges en terre cuite placées jusque dans les années 1980 à Amiens, au Musée de Berny, et à présent, au Musée de Picardie, étaient réputées dater du XVIIIe siècle et provenir du château d'Heilly. Une analyse approfondie de ces sphinges, effectuée au début des années 2010, conduit aujourd'hui à discuter cette origine.

Après 1847, à un pavillon subsistant de la façade XVIIIe du château d'Heilly, fut accolé un logis en brique pour former une habitation, qui fut occupée jusqu'au XXe siècle. Après plusieurs décennies d'abandon, ce pavillon et ce logis subsistent aujourd'hui dans un état très dégradé.
Depuis juillet 2021, la Communauté de communes du Val de Somme propose une visite de l'ancien domaine d'Heilly en réalité virtuelle, au moyen de la reconstitution numérique de son aspect visuel,,.

## Vestiges
Le domaine appartient pour partie à des propriétaires privés, et pour partie à la commune.

### Protection
Les vestiges du château :
- la terrasse supérieure,
- l'orangerie,
- le parterre,
- les rampes d'escaliers,
- le boulingrin,
- les murs de clôture et de soutènement,
- les talus des aménagements du château,
- la basse-cour primitive,
- le grand canal, qui était prévu pour se prolonger jusqu'à Ribemont-sur-Ancre. Son extrémité ouest est aménagée aujourd'hui en espace vert, le Parc du grand canal,

sont inscrits comme monuments historiques depuis un arrêté du 9 juillet 2001.
- un pavillon du château subsiste, mais menace aujourd'hui de s'effondrer faute d'entretien.